# Louis-Michel Rigaud de l'Isle
Louis-Michel Rigaud de l'Isle (4 septembre 1761, Crest - 4 juin 1826, Grenoble), est un homme politique français.

## Biographie
Fils de Louis Rigaud de l'Isle, négociant, et de Catherine Alléon, il s'engagea en 1791, et fut nommé capitaine dans un bataillon de son département. Il passa ensuite dans le génie, fit campagne à l'armée de Sambre-et-Meuse, et rentra dans ses foyers en 1796. 
Il s'occupa alors d'agriculture, entra au conseil général de la Drôme en l'an VIII, obtint du gouvernement l'endiguement de la Drôme, fut envoyé à Rome, en 1810, pour étudier le dessèchement des Marais Pontins, effectué par le pape Pie VI de 1778 à 1794, et adressa sur ce sujet un long rapport au ministère. 
Conseiller général de la Drôme, il fut élu, le 8 mai 1811, par le Sénat conservateur, député de ce département au Corps législatif. Il siégea dans la minorité constitutionnelle jusqu'en 1815. 
Correspondant de l'Institut, il a publié un Mémoire sur les causes de l'insalubrité de l'air et un Mémoire sur les engrais.
Il est le beau-père d'Alphonse-Marie-Marcellin-Thomas Bérenger et d'Amable Guy Blancard.